# Окса
Окса (пол. Oksa) — село в Польщі, у гміні Окса Єнджейовського повіту Свентокшиського воєводства.
Населення — 799 осіб (2011).
У 1975-1998 роках село належало до Келецького воєводства.

## Демографія
Демографічна структура на день 31 березня 2011 року:
|          | Загалом | Допрацездатний вік | Працездатний вік | Постпрацездатний вік |
| -------- | ------- | ------------------ | ---------------- | -------------------- |
| Чоловіки | 390     | 66                 | 276              | 48                   |
| Жінки    | 409     | 71                 | 223              | 115                  |
| Разом    | 799     | 137                | 499              | 163                  |